# Tuwiri Kulon
Tuwiri Kulon is een bestuurslaag in het regentschap Tuban van de provincie Oost-Java, Indonesië. Tuwiri Kulon telt 2116 inwoners (volkstelling 2010).